# Ettore Messina
Ettore Messina (ur. 30 września 1959 w Katanii) – utytułowany włoski trener koszykówki, w latach 2009–11 szkoleniowiec Realu Madryt. Czterokrotny zwycięzca rozgrywek Euroligi – dwukrotnie z Virtusem Bolonia i tyle samo razy z CSKA Moskwa. Obecnie trener włoskiej Olimpii Mediolan.

## Kariera zawodnicza
Ettore Messina swoją karierę zawodniczą rozpoczął w 1976 roku. Jego pierwszym klubem był wenecki Reyer. Po czterech latach gry w zespole juniorów przeniósł się do Supergi Mestre. Tam nie mógł przebić się do drużyny seniorów, więc w wieku 23 lat, w 1982 roku, zakończył karierę zawodniczą.

## Początki kariery trenerskiej
W sezonie 1982/1983 był asystentem trenera Fantoni Udine. Od następnego sezonu przeniósł się do bardziej utytułowanego Virtusu Bolonia, gdzie przez sześć lat był asystentem czterech trenerów: Włochów Alberto Bucciego (1983-85) i Alessandro Gamby (1985-87), Jugosłowianina Krešimira Ćosicia oraz Amerykanina Boba Hilla (1988-89).

## Virtus Bolonia
W 1989 roku został pierwszym trenerem bolońskiego klubu. Był nim przez kolejne cztery lata. W tym czasie Vitus zdobył mistrzostwo i puchar Włoch, a także Puchar Saporty.

## Reprezentacja Włoch
W 1993 roku został selekcjonerem reprezentacji Włoch. Funkcję tę pełnił do 1997 roku. W tym czasie zdobył m.in. złoty medal Igrzysk Śródziemnomorskich (1993) i srebrny Mistrzostw Europy (1997).

## Powrót do Bolonii
W 1997 roku ponownie został trenerem Virtusu Bolonia. Zdobył z nim trzy mistrzostwa kraju, trzy puchary i dwukrotnie wygrał Euroligę w sezonach: 1997/98 i 2000/01. Poważne kłopoty finansowe klubu spowodowały jego degradację do drugiej ligi, co skłoniło Messinę do przyjęcia posady trenera Benettonu Treviso.

## Benetton Treviso
Messina trenował Benetton Treviso w latach 2002–2005. W tym czasie klub stał się jednym z najlepszych zespołów we Włoszech. Wraz z nią wygrał ligę oraz trzy puchary Włoch. W Eurolidze zaszedł do Final Four w roku 2003.

## CSKA Moskwa
W 2005 roku podpisał kontrakt z CSKA Moskwa. W Rosji przepracował cztery lata: czterokrotnie zdobył mistrzostwo Rosji, dwukrotnie Puchar Rosji, czterokrotnie dotarł do Final Four Euroligi, dwukrotnie je wygrywając (sezony 2005/06 i 2007/08). W tym czasie CSKA Moskwa była jedną z najlepszych drużyn w Europie. Zmniejszenie budżetu moskiewskiego klubu, spowodowane wycofaniem się głównego sponsora, skłoniło Ettorego Messinę do opuszczenia stolicy Rosji, mimo iż miesiąc wcześniej, w maju 2009 roku, przedłużył umowę z CSKA.

## Real Madryt
18 czerwca 2009 roku oficjalna strona internetowa Realu Madryt ogłosiła, iż Messina został nowym trenerem klubu. Dzień później Sycylijczyk podpisał trzyletni kontrakt, który obowiązywał do końca sezonu 2011/12. Tego samego dnia na Estadio Santiago Bernabéu odbyła się jego oficjalna prezentacja, po której udał się na pierwszą konferencję prasową jako trener madryckiego klubu. W pierwszym sezonie pracy w Madrycie nie wygrał żadnego trofeum. W trakcie drugiego, 4 marca 2011 roku, zrezygnował ze stanowiska trenera Realu. Następcą Messiny został jego dotychczasowy asystent, Emanuele Molin.

## Osiągnięcia
(* – osiągnięcia jako asystent trenera)

### Drużynowe
- Mistrzostwo:
  - Euroligi (1998, 2001, 2006, 2008)
  - VTB (2008, 2013, 2014)
  - Rosji (2006–2009, 2013, 2014)
  - Włoch (1984*, 1993, 1998, 2000–2003)
  - igrzysk śródziemnomorskich (1993)
  - turnieju 3x Torneo CAM (2009–2011)
- Wicemistrzostwo:
  - Europy (1997)
  - igrzysk dobrej woli (1994)
  - Włoch (2021)
  - turnieju Przyjaźń-84 (1994)
- 3. miejsce w Eurolidze (2021)
- Puchar:
  - Saporty w (1990)
  - Włoch (1984*, 1989*, 1990, 1999, 2001–2005, 2021)
  - Rosji (2006, 2007)
  - Gomelskiego (2012–2014)
- Superpuchar Włoch (2002)

### Nagrody indywidualne
- Trener roku:
  - Euroligi (2006, 2008)
  - ligi:
    - rosyjskiej (2006–2009)
    - włoskiej (1998, 2001, 2005)
- Europejski trener roku (1998)
- Włoski trener roku:
  - (1990, 1993)
  - juniorów (1984–1986)
- Trofeum imienia Aleksandra Gomelskiego za sezon 2005/06
- Zaliczony do:
  - grona 50 największych osobowości w historii Euroligi (2008)
  - Włoskiej Galerii Sław koszykówki (2008)
  - Galerii Sław ligi VTB – VTB United League Hall of Fame (2019)[9]
- Asystent trenera podczas meczu gwiazd NBA (2016)